# Fabio Esposito
Fabio Esposito (La Spezia, 17 agosto 1983) è un conduttore televisivo italiano.
Ha condotto due programmi trasmessi su Rai Scuola: Magic Wonderland e il Divertinglese. Inoltre, è ospite nella trasmissione Tutte le strade portano a... di Maurizio Battista.

## Biografia
Nato a La Spezia nel 1983, trasferitosi nel 1985 a Pontedera dove visse fino al 1995, quando si trasferì definitivamente a Roma. Diplomato al liceo linguistico, ha conseguito una laurea in mediazione linguistica presso la SSML San Pio V. Durante gli anni universitari trascorse un semestre a Parigi per il Progetto Erasmus. Inizia subito a lavorare in una scuola di lingue insegnando inglese e francese a studenti di tutte le età, compresi i bambini dell'asilo, avvicinandoli all'apprendimento tramite il gioco e l'associazione di parole alle immagini.
Nel 2012 partecipa a un'audizione per Il Divertinglese, un programma in onda su Rai Scuola che mira all'insegnamento della lingua inglese ai più piccoli e ne diventa il conduttore insieme a Alissa Sollitto, una ragazza italo-americana. L'anno seguente è la volta di un altro programma, Magic Wonderland, condotto dal parco acquatico di Zoo Marine a Torvajanica, alle porte di Roma, dove viene presentato, in inglese, un programma per bambini e ragazzi.
Viene scelto per prestare la sua voce per un documentario della BBC sulla vita di Lord Byron e poco dopo vola a Londra per registrare la sua partecipazione al programma Tutte le strade portano a... condotto dal comico romano Maurizio Battista, in onda su Rai 2 in prima serata a novembre 2013.

## Televisione
- Divertinglese (Rai Scuola, 2012)
- Magic Wonderland (Rai Scuola, 2013)
- Tutte le strade portano a... (Rai 2, 2013) Co-conduttore